# آلودگی منبع غیرنقطه‌ای
آلودگی منبع غیرنقطه‌ای (به انگلیسی: Nonpoint source pollution) به آلودگی منتشرشده (یا آلودگی) آب یا هوا اشاره دارد که از یک منبع جداگانه سرچشمه نمی‌گیرد. این نوع آلودگی اغلب اثر تجمعی مقادیر کمی از آلاینده‌های جمع‌آوری‌شده از یک منطقه بزرگ است. این برخلاف آلودگی منبع نقطه‌ای است که از یک منبع منفرد ناشی می‌شود. آلودگی منبع غیرنقطه‌ای عموماً ناشی از رواناب سطحی زمین، بارش، رسوب اتمسفر، زهکشی، نشت، یا تغییرهای هیدرولوژیکی (باران و ذوب برف) است که در آن ردیابی آلودگی به یک منبع منفرد دشوار است. آلودگی آب با منبع غیرنقطه‌ای بر روی بدنه آبی از منابعی مانند رواناب‌های آلوده از مناطق کشاورزی که به رودخانه تخلیه می‌شود یا واریزه‌های ناشی از باد که به دریا می‌ریزند تأثیر می‌گذارد. آلودگی هوا با منبع غیرنقطه‌ای، از منابعی مانند دودکش یا لوله اگزوز اتومبیل بر کیفیت هوا تأثیر می‌گذارد. اگرچه این آلاینده‌ها از یک منبع نقطه‌ای سرچشمه می‌گیرند، توانایی حمل و نقل دوربرد و منابع متعدد آلاینده، آن را به منبع آلودگی غیرنقطه‌ای تبدیل می‌کند. اگر ترشحات در یک محل به یک بدنه آبی یا به اتمسفر رخ دهد، آلودگی تک‌نقطه‌ای خواهد بود.
آلودگی آب با منبع غیرنقطه‌ای ممکن است از منابع مختلف و بدون هیچ راه‌حل یا تغییر خاصی برای رفع مشکل ناشی شود که تنظیم آن را دشوار می‌کند. کنترل آلودگی آب غیرنقطه‌ای دشوار است؛ زیرا ناشی از فعالیت‌های روزمره افراد مختلف است، مانند کوددهی چمن، استفاده از آفت‌کش‌ها، راه‌سازی یا ساخت‌وساز ساختمان. کنترل آلودگی منبع غیرنقطه‌ای نیازمند بهبود مدیریت مناطق شهری و پیرامونی، عملیات کشاورزی، عملیات جنگل‌داری و اسکله‌ها است.
انواع آلودگی‌های آب منبع غیرنقطه‌ای شامل رسوبات، مواد مغذی، آلاینده‌های سمی و مواد شیمیایی و عوامل بیماری‌زا است. منابع اصلی آلودگی آب غیرنقطه‌ای عبارتند از: مناطق شهری و حومه‌ای، عملیات کشاورزی، ورودی‌های جوی، رواناب بزرگراه‌ها، عملیات جنگل‌داری و معدن‌کاوی، اسکله‌ها و فعالیت‌های قایق‌رانی. در مناطق شهری، آب سیلابی آلوده از پارکینگ‌ها، جاده‌ها و بزرگراه‌ها که رواناب شهری نامیده می‌شود، معمولاً در دسته منابع غیرنقطه‌ای جای می‌گیرد (اگر به سیستم‌های تخلیه طوفان هدایت شود و از طریق تخلیه شود، می‌تواند به منبع نقطه‌ای تبدیل شود. لوله‌ها به آب‌های سطحی محلی). در کشاورزی، شسته شدن ترکیبات نیتروژن از زمین‌های کشاورزی کوددهی‌شده یک آلودگی آب منبع غیرنقطه ای است. رواناب مواد مغذی در آب سیلابی ناشی از «جریان ورقه‌ای» بر روی یک مزرعه کشاورزی یا جنگل نیز نمونه‌هایی از آلودگی غیرنقطه‌ای هستند.